# Toni Prat
Toni Prat, nascut com a Antoni Prat Oriols, (Vic, 1952) és un artista català.
Va iniciar el seu camí per la poesia visual amb el llibre eloqüències. Abans s'havia mogut en l'escultura però va arribar un moment en què es llançà de ple a la poesia visual amb el ferm convenciment que aquesta podia ser una bona via per comunicar-se Entre les seves publicacions destaquen Eloqüències : Poesia visual (2008), Poesia visual (2010), La diversió de la paradoxa.... (2011), La diversió de la paradoxa ... (2013), Troballes (2014), Poesia visual eròtica per invidents “jornada de portes obertes" (2014) i Mirades caldes: poesia visual eròtica per invidents (2016). L'any 2012 va guanyar el premi Poesia Brossiana.
S'han dut a terme diversos enregistraments sobre l'obra de Toni Prat com el que forma part del projecte Viu la poesia de la Universitat de Barcelona, Utopiamarkets (poesia visual) de TVE2 i dues emissions al programa la aventura del saber de RTVE: Creadores: Toni prat. i Serie Boek Visual: Toni Prat.
Va dur a terme la seva primera exposició al Temple Romà de Vic l'any 1978 on es mostraven poemes relacionats amb les obres del pintor Joan Batlles Pi, des d'aleshores ha realitzat nombroses exposicions individuals i col·lectives. En els darrers anys cal destacar l'exposició de Poesia Visual que tingué lloc l'any 2015 al Col·legi d'Aparelladors, arquitectes tècnics i enginyers d'edificació de Barcelona - Osona, l'exposició i projecció de Poesia visual a l'Escola d'Art i Superior de Disseny de Vic amb motiu de la Capitalitat de la Cultura Catalana (2016), l'exposició i col·loqui sobre Poesia Visual a la Sala d'actes del Centre Cultural Tecla Sala de l'Hospitalet de Llobregat l'any 2017, les dues exposicions que es dugueren a terme de manera simultània a la Universitat de Barcelona; poesia filosòfica ... visual al CRAI Biblioteca de Lletres i matematicopoemes al CRAI Biblioteca Matemàtiques durant l'estiu del 2018i la participació amb la ponencia "nexo entre poesia visual y matemáticas" a l'octubre del 2018 al VII Encuentro de Poesía Visual, una trobada que ha tingut com a eix central confrontar el llenguatge matemàtic i el de la poesia visual.